# Alma (Colorado)
Pour les articles homonymes, voir Alma.
Alma est une localité américaine située dans le comté de Park de l’État du Colorado. Selon le recensement de 2010, sa population s’élève à 270 habitants. Elle présente la particularité d'être la ville (avec des résidents permanents) localisée à la plus haute altitude aux États-Unis, à 3 225 m et est entourée de nombreux sommets culminants à plus de 4 200 m.

## Géographie
Alma est localisée sur le U.S. Route 9 au nord de la ville de Fairplay.  Située au cœur des montagnes Rocheuses, à une altitude de à 3 225 m pour le centre-ville, la localité s'étend sur 0,937 km2.
En raison de sa situation, la localité possède un climat subarctique (de type Dfc dans la classification de Köppen).

## Histoire

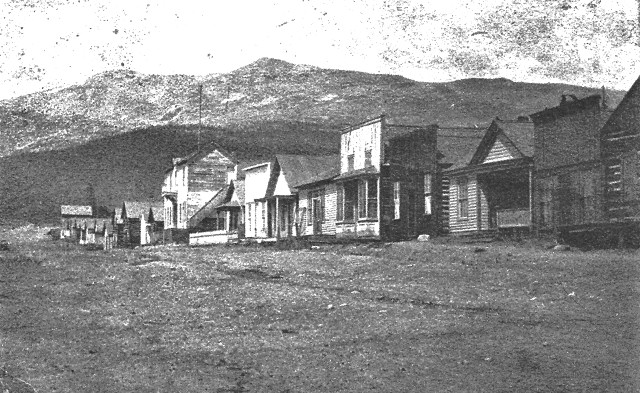
Alma, alors Buckskin Joe, vers 1870.

L'ancien nom de la ville est dans les années 1870 Buckskin Joe. L'expansion du site s'est faite comme dans le cas de nombreuses villes minières du Colorado avec la découverte d'or dans la zone de Mosquito Range Mining District qui compte jusqu'à 10 000 prospecteurs à cette époque. En 1873, la population importante de prospecteurs fait une pétition auprès des commissaires du comté de Park pour donner le statut de ville au site. Le nom de Buckskin Joe est abandonné le 4 décembre 1873 pour celui Alma qui correspondait au nom d'Alma James, la femme de l'épicier local. La ville se développe alors régulièrement avec la construction des différents édifices communaux : mairie, prison, église et poste, durant cette période.

## Administration

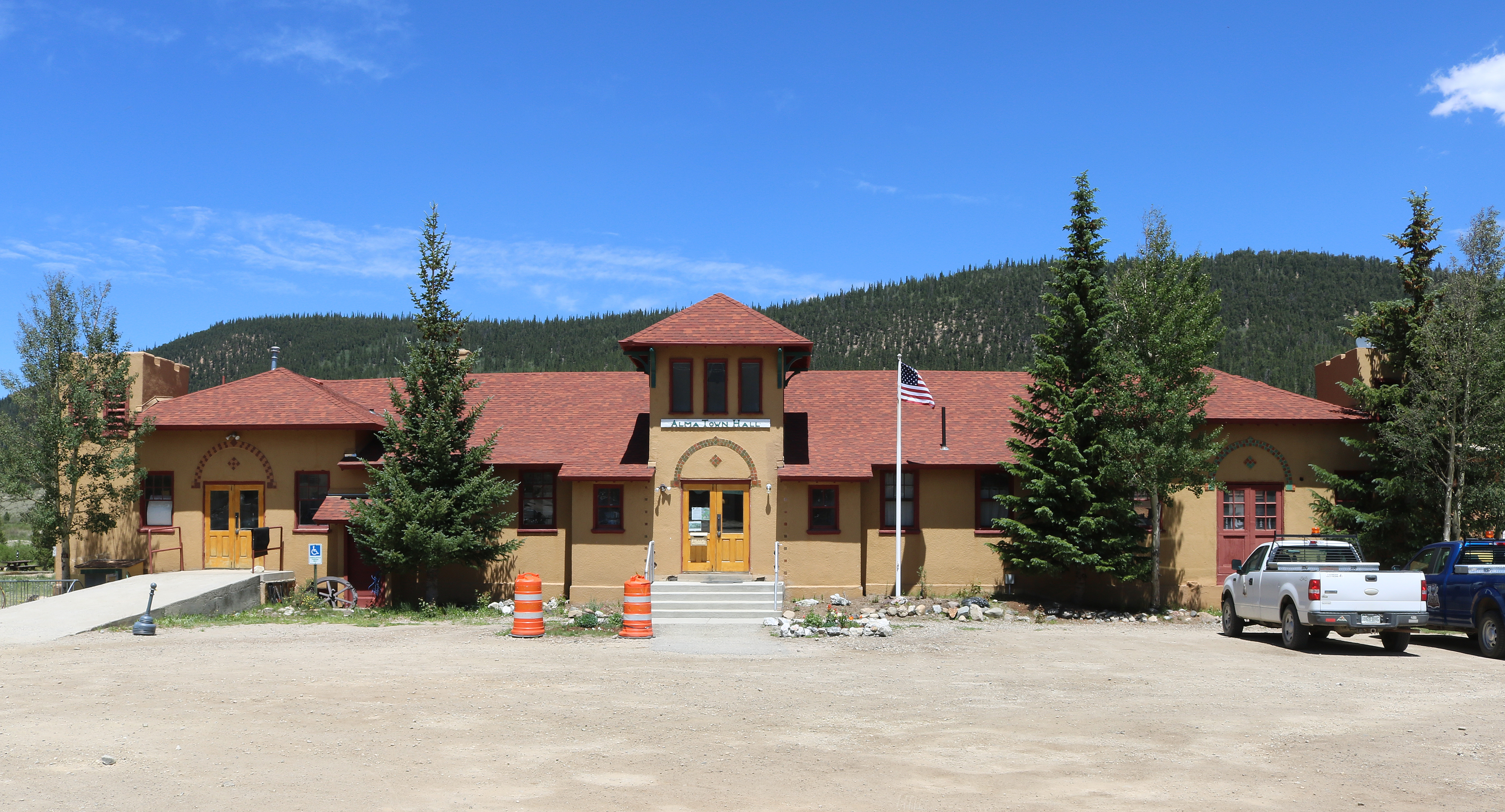
Mairie d'Alma.

## Démographie
| 1880 | 1890 | 1900 | 1910 | 1920 | 1930 |
| ---- | ---- | ---- | ---- | ---- | ---- |
| 446  | 367  | 297  | 301  | 127  | 110  |

| 1940 | 1950 | 1960 | 1970 | 1980 | 1990 |
| ---- | ---- | ---- | ---- | ---- | ---- |
| 469  | 149  | 107  | 73   | 132  | 148  |

| 2000 | 2010 | - | - | - | - |
| ---- | ---- | - | - | - | - |
| 179  | 270  | - | - | - | - |

## Économie

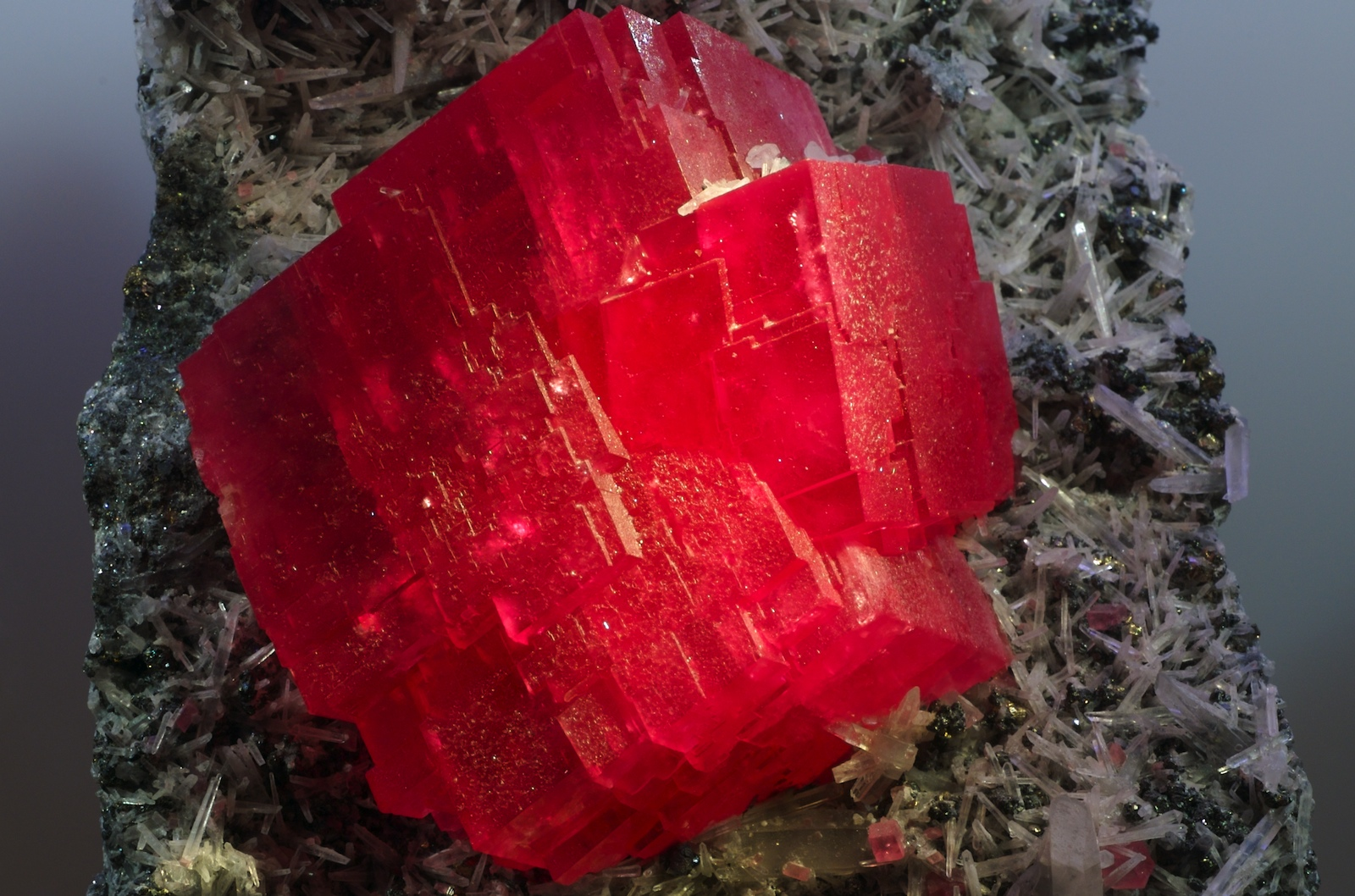
Cristal de rhodochrosite extrait des mines d'Alma.

La ville a été pendant longtemps une importante ville minière avant qu'une épidémie de variole ne décime nombre de ses résidents. De nos jours, l'activité minière persiste toujours, et la ville est notamment connue pour produire d'exceptionnels spécimens de rhodochrosite issus du site de la Sweet Home Mine (en). La ville vit également du tourisme de montagne durant les périodes d'été.